# Criophthona sabulosalis
Criophthona sabulosalis là một loài bướm đêm trong họ Crambidae.